# Antoine Masson (graveur)
Pour les articles homonymes, voir Antoine Masson et Masson.
Antoine Masson, né en 1636 à Loury et mort le 30 mai 1700 à Paris, est un graveur français.

## Biographie
Il est le second enfant d'Antoine, marchand, et de Madeleine Deret. Il a une sœur, Madeleine, née en 1647. Quand ses parents meurent (vers 1652), c'est encore un adolescent : il aurait alors été placé en apprentissage à Paris, chez un armurier damasquineur.
Il débute la gravure en 1662, chez François de Poilly, graveur et éditeur d'estampes à Paris. Il fait la rencontre du peintre Mignard qui lui conseille d'étudier le dessin et la peinture. « Graveur ordinaire du roi », il est admis à l'Académie royale de peinture et de sculpture, le 15 février 1679.
Il est l'auteur de nombreux portraits (Louis XIV, Le Nôtre, Henri de Lorraine-Harcourt, dit Cadet à la perle, etc.). Il a laissé quelques œuvres à caractère religieux comme Les Disciples d'Emmaüs, gravure la plus célèbre appelée aussi La Nappe en raison de la finesse de la réalisation du linge brodé recouvrant la table. Spécialiste de la gravure de portraits, il obtient une notoriété comparable à celle de leurs contemporains peintres les plus reconnus.
Il épouse Françoise Apoil, avant 1683, dont il aura un fils unique, Antoine (1683-1761), qui sera « maître peintre » à Paris.
Âgé de 64 ans, Antoine Masson meurt le 30 mai 1700 dans sa maison de la rue de Montmartre « sur le grand égout » et les obsèques ont lieu le lendemain soir, dans l’église Saint-Joseph, succursale de Saint-Eustache, sa paroisse.

## Œuvres

### Portraits
- Marie de Lorraine, princesse de Guise (1615-1688), d'après Pierre Mignard[3]
- Marie Heylot [4]
- Anne d'Autriche (1601-1666), reine de France, épouse de Louis XIII[5]
- Louis XIV (1638-1715)[6]
- Guy Patin, médecin (1601-1672)[7]
- Charles Patin (1633-1693), médecin, fils du précédent[8]
- Louis Abelly (1604-1691), théologien, évêque de Rodez[9]
- François Rouxel de Médavy (1604-1691), homme d'église[10]
- Toussaint de Forbin-Janson (1631-1713), cardinal et évêque de Beauvais[11]
- Bernard de Vernage, prêtre, chanoine de Saint-Quentin, auteur[12]
- Louis Henri de Pardaillan de Gondrin, (1620-1674), archevêque de Sens[13]
- Louis de Verjus (1629-1709), diplomate[14]
- Jacques Nicolas Colbert (1655-1707), archevêque de Rouen[15]
- Guillaume de Brisacier[16]
- Charles-Honoré d'Albert de Luynes (1646-1712)[17]
- Henri de Lorraine-Harcourt (1601-1666)[18]
- César d'Albret (1614-1676), maréchal de France[19]
- André Le Nôtre (1613-1700)[20]
- Pierre Dupuis, (1610-1682), peintre[21]

Portraits
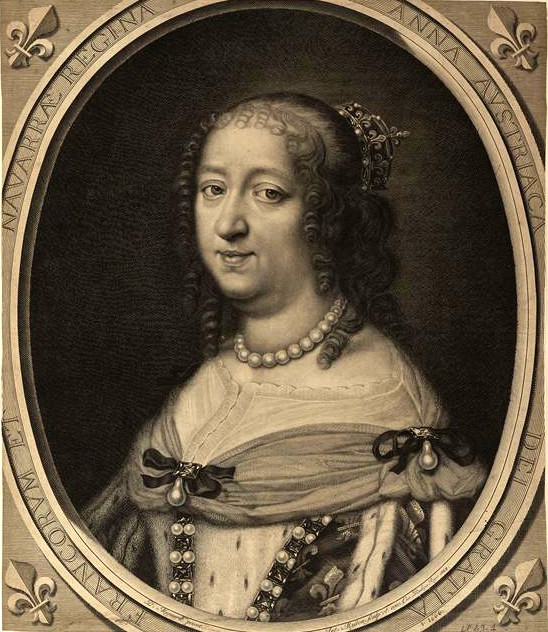
Anne d'Autriche
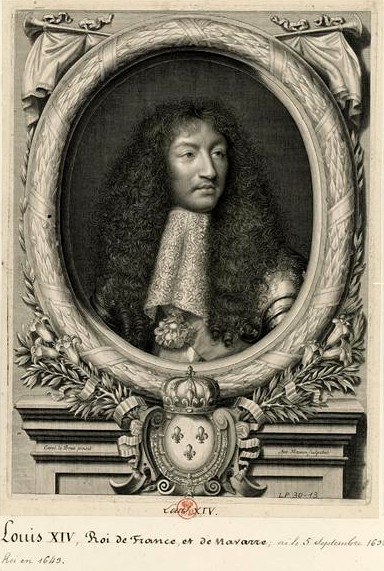
Louis XIV
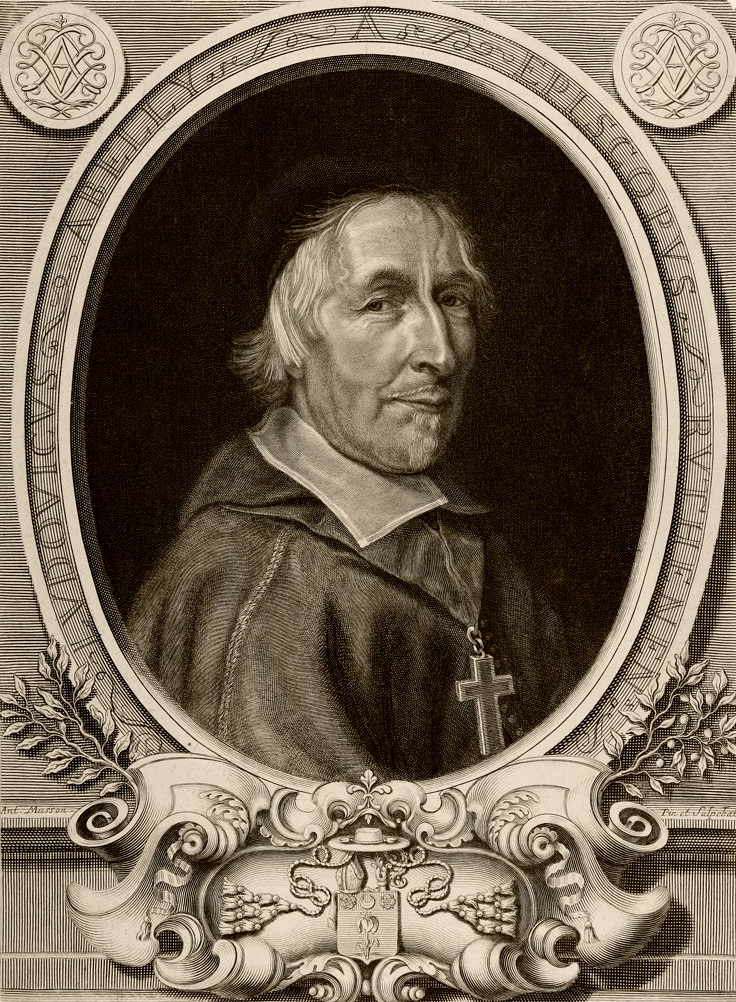
Louis Abelly
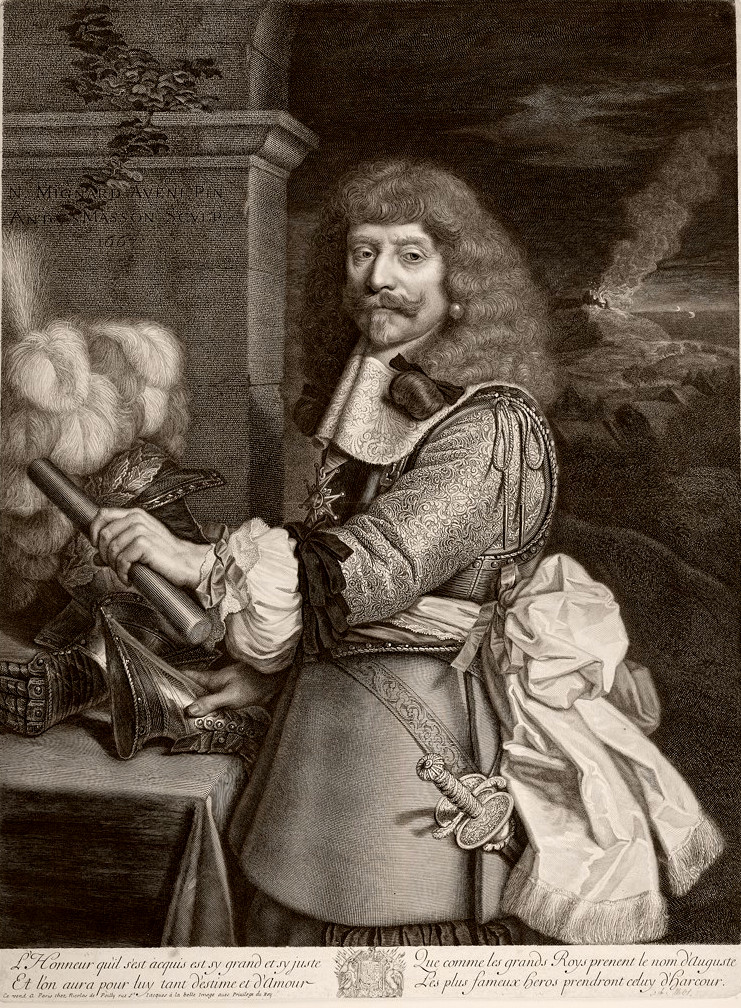
Antoine Masson - Henri de Lorraine, comte d'Harcourt.jpg
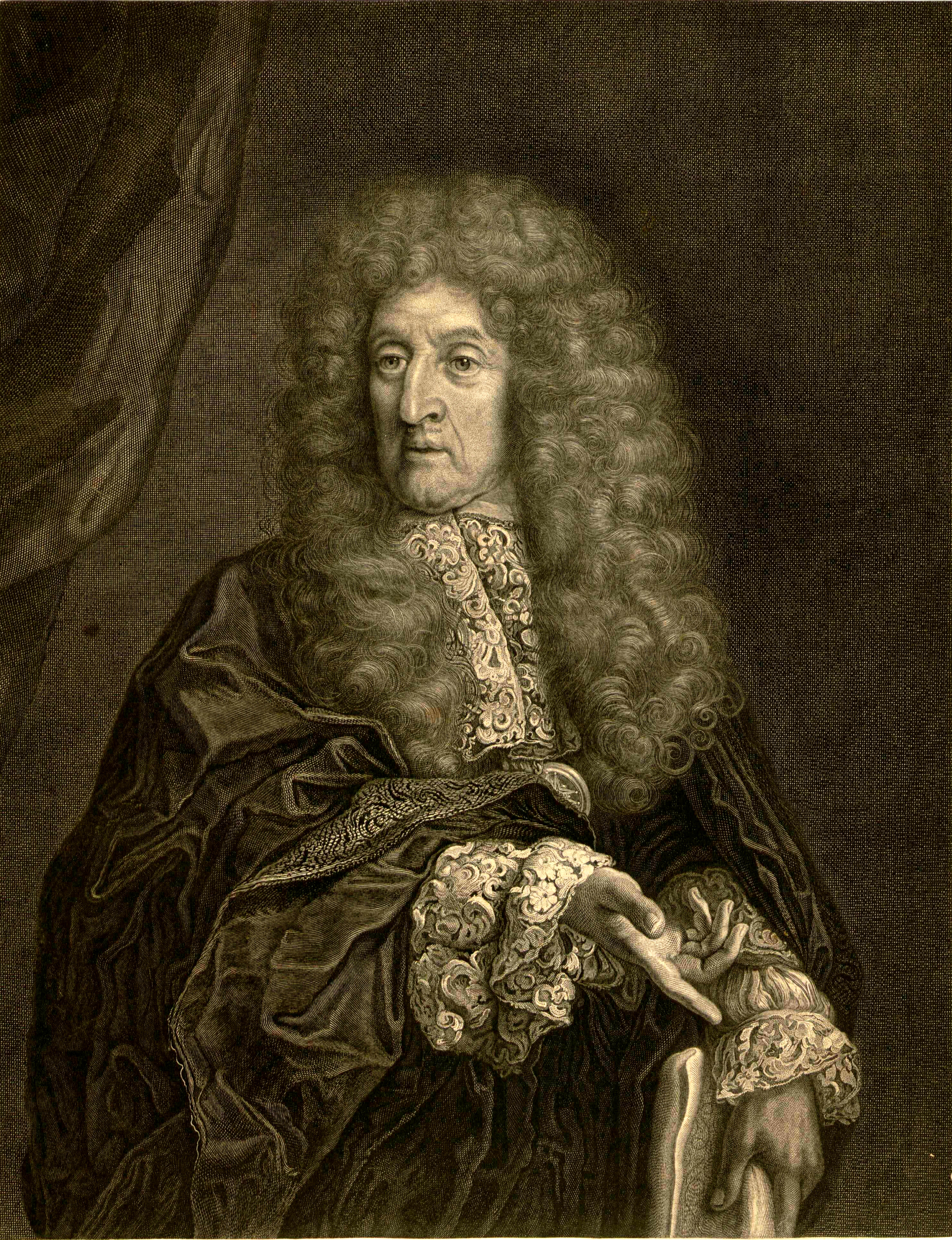
André Le Nôtre
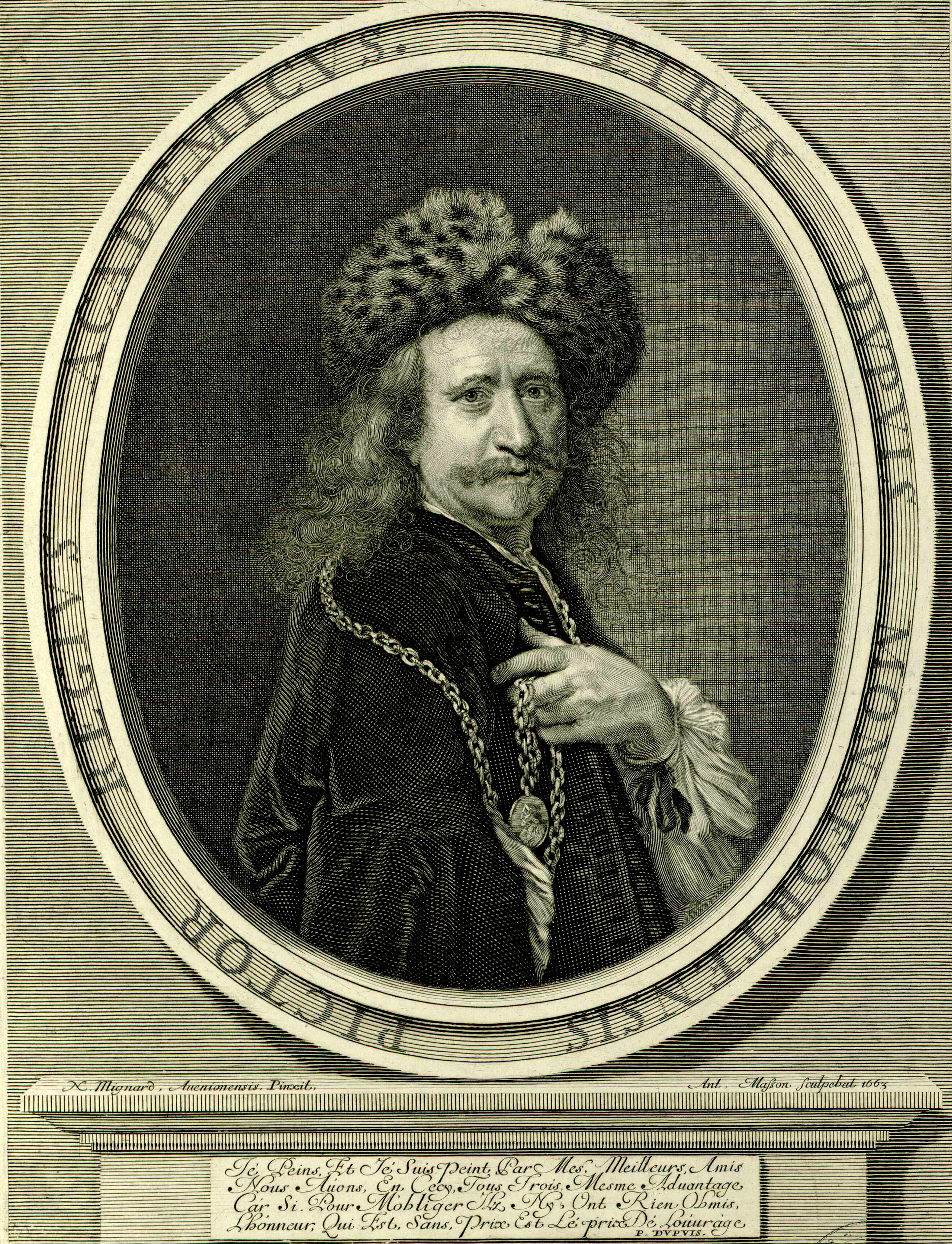
Pierre Dupuis

### Œuvres religieuses
- Les Disciples d'Emmaüs, d'après le Titien[22]
- Assomption de Marie, d'après Peter Paul Rubens[23]
- Le Serpent d'airain d'après Charles Le Brun[24]

Œuvres religieuses
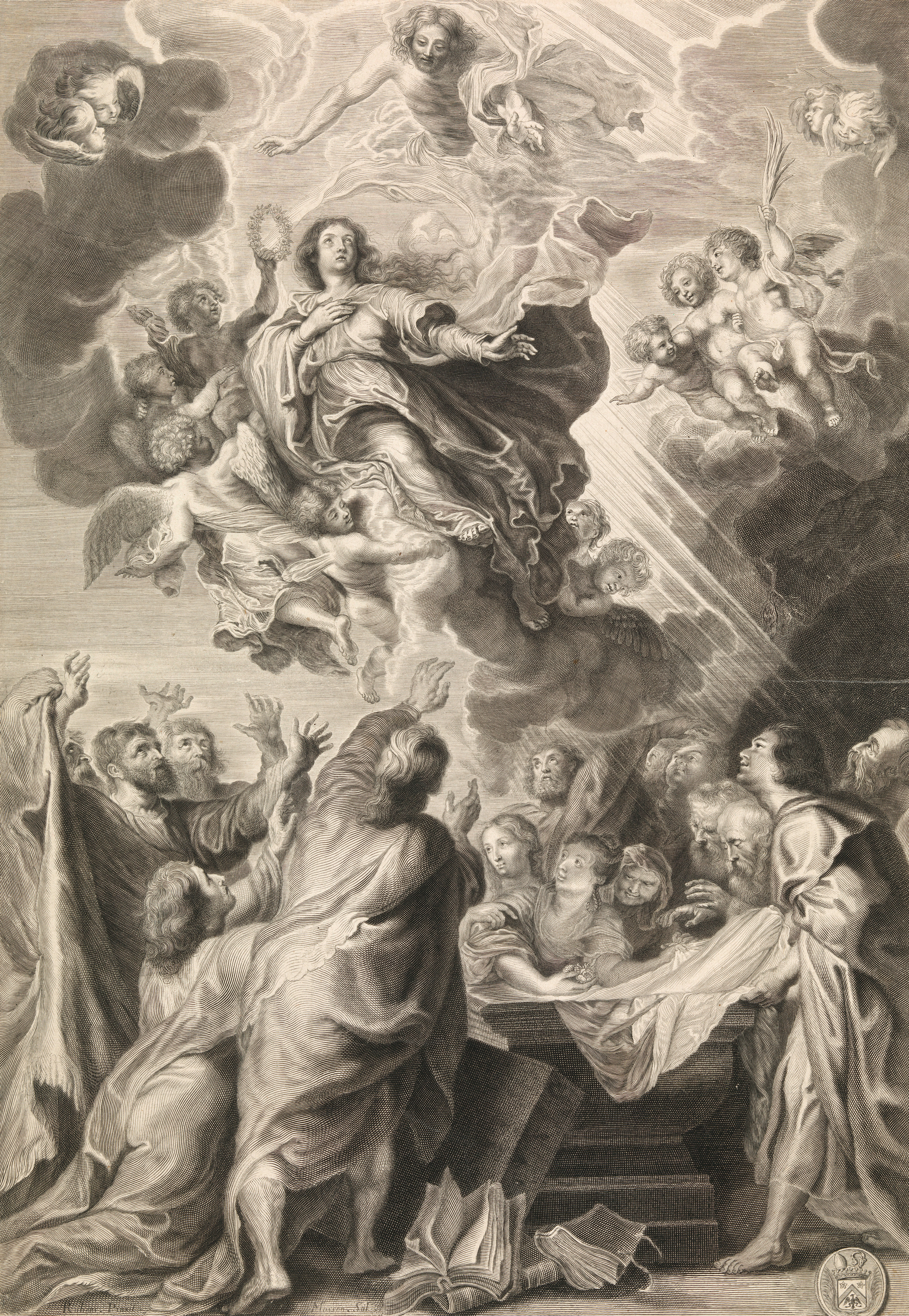
Assomption de la Vierge
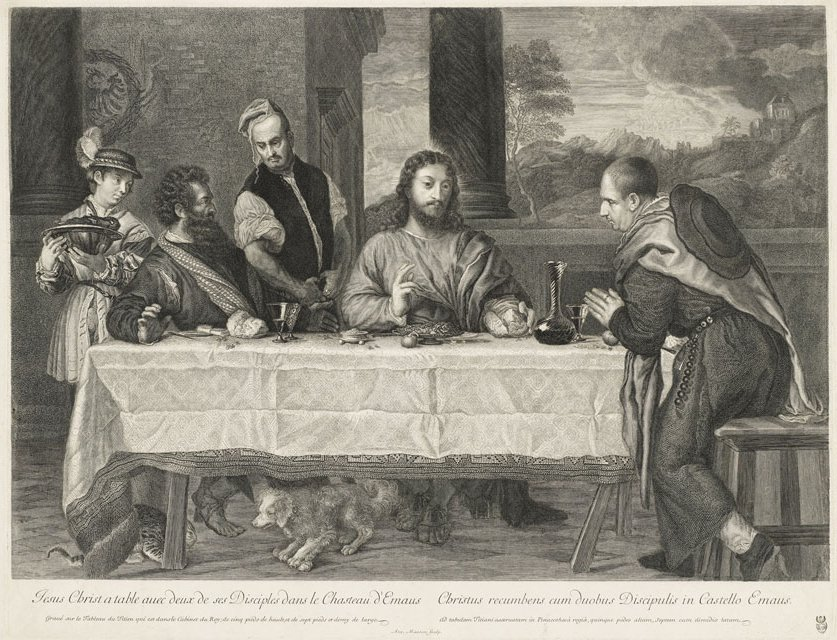
Les disciples d'Emmaüs
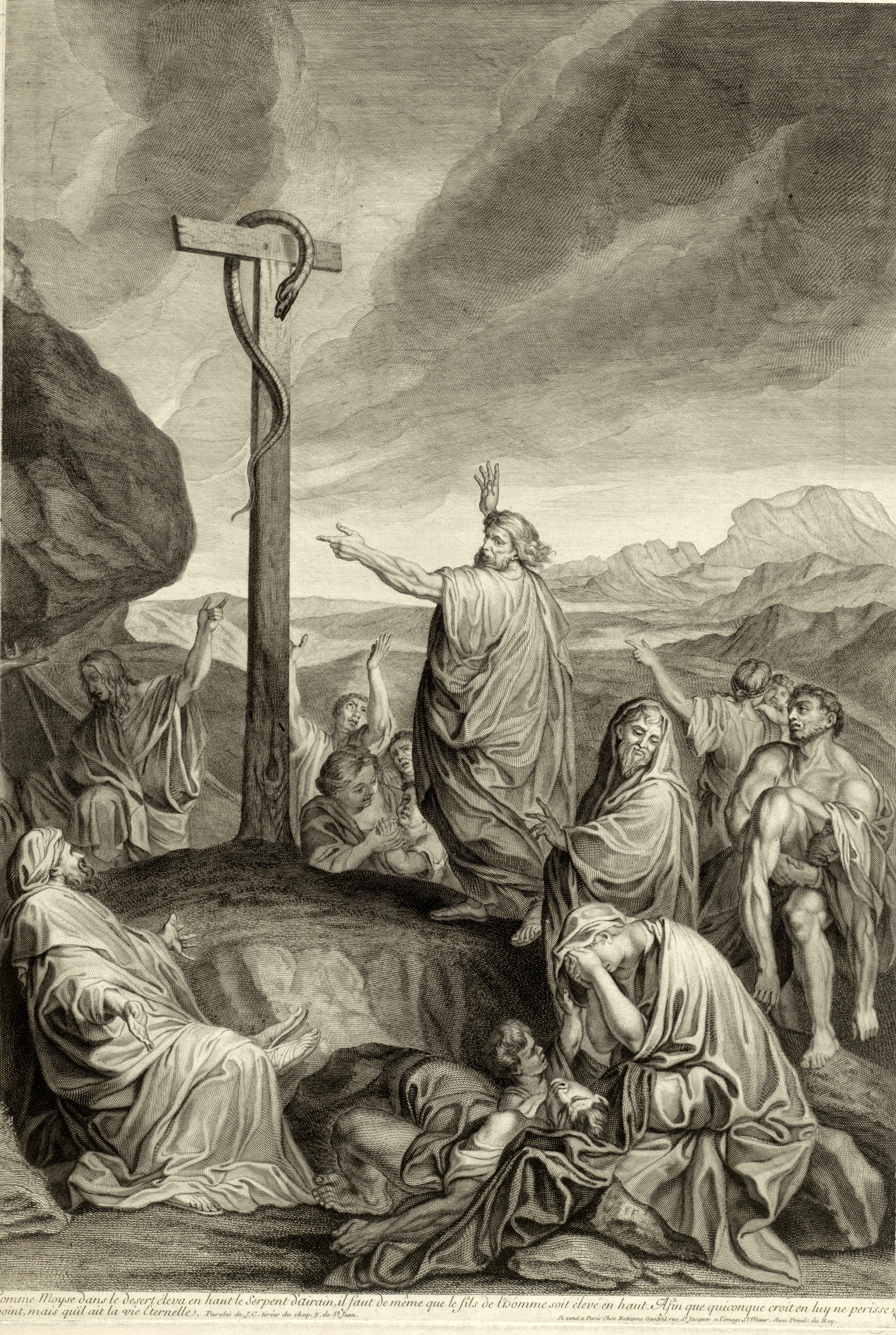
Le serpent d'airain de Moïse